# Olympicen
Olympicen ist ein Kohlenwasserstoff. Das Molekül besteht aus fünf Ringen, von denen vier Benzolringe sind, die ähnlich der Form der olympischen Ringe miteinander verbunden sind.
Das Molekül wurde im März 2010 von Graham Richards von der University of Oxford und Antony Williams zur Feier der Olympischen Spiele 2012 in London vorgeschlagen. Es wurde erstmals von Anish Mistry und David Fox von der University of Warwick in Großbritannien synthetisiert. Die relativen Energien von Olympicen und seinen Isomeren wurden zunächst aus Quanten-Elektronik-Strukturberechnungen von Andrew Valentine und David Mazziotti von der University of Chicago vorhergesagt.

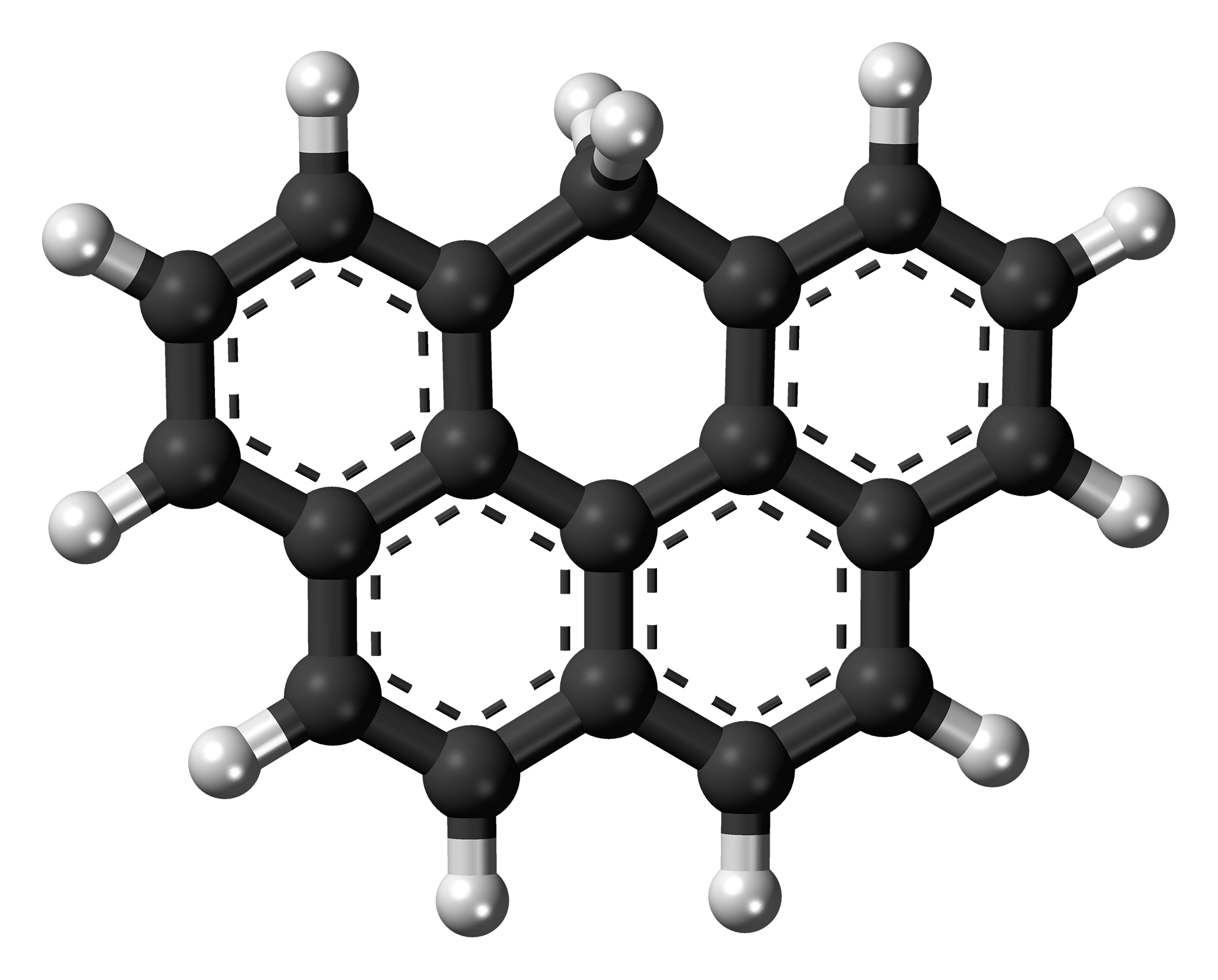
Kugel-Stab-Modell
Namensgebende olympische Ringe

Aufnahmen des Moleküls wurden mit Hilfe der Rastertunnelmikroskopie gemacht. Detailliertere Bilder wurden von IBM-Forschern in Zürich mit Hilfe der berührungslosen Rasterkraftmikroskopie im Jahr 2012 gemacht.